# Walter Schuck
Walter Schuck (ur. 30 lipca 1920 we Frankenholz, zm. 28 marca 2015) – niemiecki as myśliwski z okresu II wojny światowej. 
Służył w Luftwaffe od 1937 (zaciągnął się na ochotnika w wieku 16 lat), m.in. w Jagdgeschwader 5 w Arktyce oraz w Jagdgeschwader 7 w północno-zachodniej Europie. Zgłosił zestrzelenie 206 samolotów wroga w czasie ponad 500 misji bojowych (oraz ponad 30 niepotwierdzonych zestrzeleń). 8 samolotów zestrzelił pilotując odrzutowy myśliwiec Me 262.

## Odznaczenia
- Krzyż Rycerski Krzyża Żelaznego z Liśćmi Dębu
  - Krzyż Rycerski – 8 kwietnia 1944
  - Liście Dębu (nr 616) – 30 września 1944
- Krzyż Niemiecki w Złocie – 24 czerwca 1943
- Krzyż Żelazny I Klasy – 14 czerwca 1942
- Krzyż Żelazny II Klasy – 19 maja 1942
- Czarna Odznaka za Rany
- Złota odznaka pilota frontowego Luftwaffe z liczbą "500" – 26 stycznia 1943
- Puchar Honorowy Luftwaffe – 23 marca 1943
- Order Krzyża Wolności – Finlandia